# Кэлэраши (жудец)
Жуде́ц Кэлэра́ши (рум. Județul Călărași, Кэлэра́шь) — румынский жудец в регионе Валахия.

## География
Жудец занимает площадь в 5088 км².
Граничит с жудецами Констанца — на востоке, Илфов и Джурджу — на западе, Яломица — на севере и с Силистренской областью Болгарии — на юге.

## Население
В 2011 году население жудеца составляло 285 050 человек, плотность населения — 56,02 чел./км².
| Год  | Население |
| ---- | --------- |
| 1930 | 228 165   |
| 1948 | 287 722   |
| 1956 | 318 573   |
| 1966 | 337 261   |
| 1977 | 338 807   |
| 1992 | 338 804   |
| 2002 | 324 617   |
| 2007 | 315 187   |
| 2011 | 285 050   |

## Административное деление
В жудеце находятся 2 муниципия, 3 города и 48 коммун.

### Муниципии
- Кэлэраши (Călărași)
- Олтеница (Oltenița)

### Города
- Будешти (Budești)
- Фундуля (Fundulea)
- Лехлиу-Гарэ (Lehliu-Gară)